# Panopsis

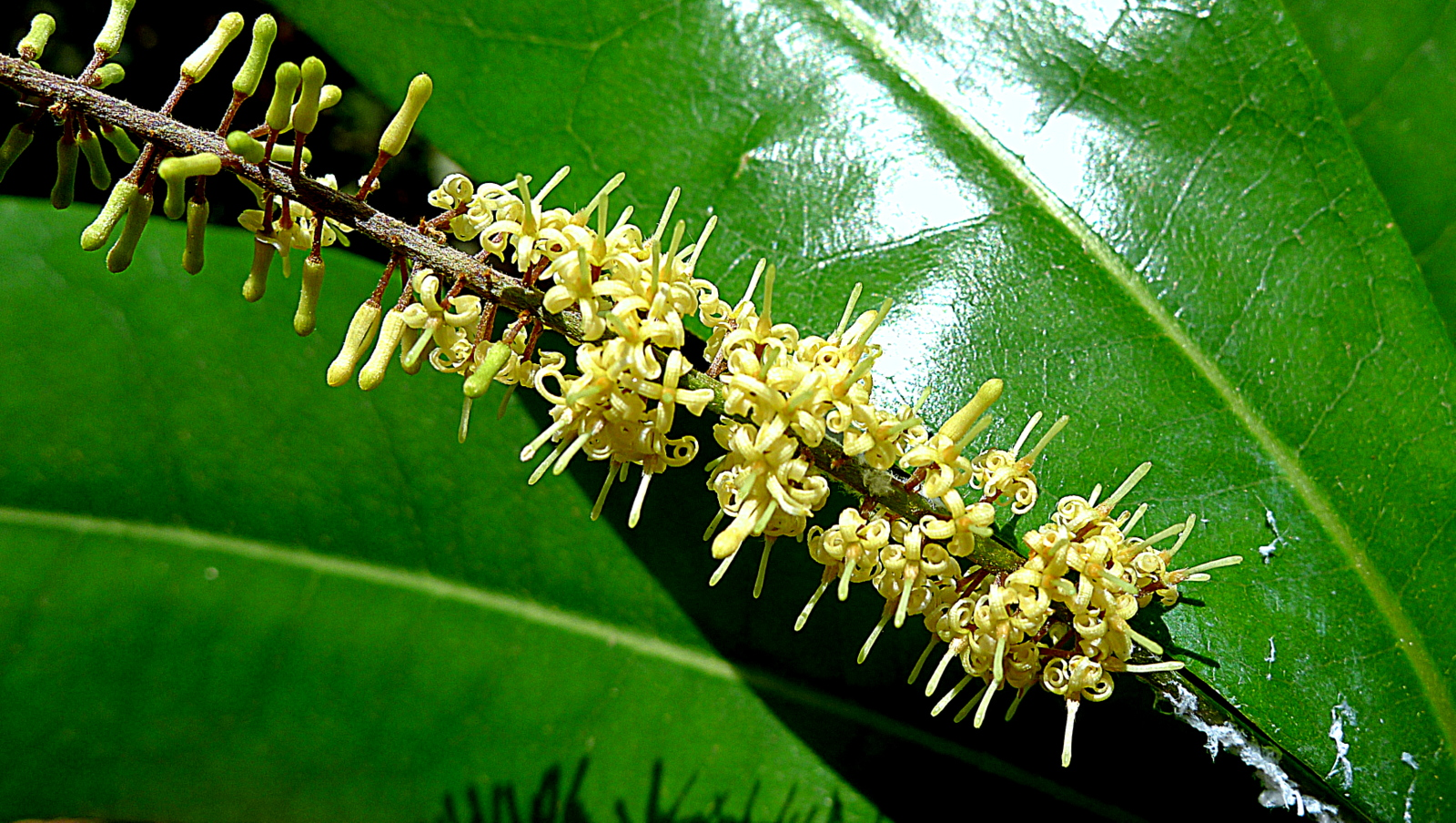
Kwiatostan gatunku Panopsis rubescens

Panopsis Salisb. ex Knight – rodzaj roślin z rodziny srebrnikowatych (Proteaceae). Obejmuje co najmniej 19 gatunków występujących naturalnie w strefie tropikalnej Ameryki Środkowej i Południowej.

## Systematyka
Pozycja i podział rodziny według Angiosperm Phylogeny Website (aktualizowany system APG III z 2009)
Rodzaj z rodziny srebrnikowatych stanowiącej grupę siostrzaną dla platanowatych, wraz z którymi wchodzą w skład rzędu srebrnikowców, stanowiącego jedną ze starszych linii rozwojowych dwuliściennych właściwych. W obrębie rodziny rodzaj stanowi klad bazalny w plemieniu Macadamieae C. Venkata Rao, 1968. Plemię to klasyfikowane jest do podrodziny Grevilleoideae Engl., 1892.
Wykaz gatunków
| - Panopsis acostana J.F.Morales - Panopsis cinnamomea Pittier - Panopsis costaricensis Standl. - Panopsis macrocarpa K.S. Edwards & R.T. Penn. - Panopsis megistosperma Bonifaz & Cornejo - Panopsis mucronata Cuatrec. - Panopsis multiflora (Schott ex Spreng.) Ducke - Panopsis parimensis Steyerm. - Panopsis pearcei Rusby | - Panopsis polystachya (Kunth) Kuntze - Panopsis ptariana Steyerm. - Panopsis rectistyla K.S. Edwards - Panopsis roldosii Bonifaz, Cornejo & C. Ulloa - Panopsis rubescens (Pohl) Pittier - Panopsis sessilifolia (Rich.) Sandwith - Panopsis suaveolens (Klotzsch) Pittier - Panopsis tepuiana Steyerm. - Panopsis yolombo (Posada-Ar.) Killip - Panopsis yungasensis K.S. Edwards & R.T. Penn. |